# Semerkhet
Semerkhet (alternativt Semsem, mer korrekt Hor-Semerkhet) var en farao av den första dynastin. Han regerade i ungefär 8 år. år och eftersom man funnit objekt från tidigare faraoner med hans namn ditsatt ses han av många som en självbemäktigad farao.
Radiometriska mätningar publicerade 2013 daterar början på Semerkhets regeringstid med 68% sannolikhetsintervall mellan 3111 och 3045 f.Kr.
För egyptologer är frågan om Semerkhets namn och familj svårtydd och analys och tolkning är problematisk. Trots sin korta regeringstid genomfördes många politiska och religiösa förändringar. Senare källor berättar att en katastrof inträffade under hans styre.

## Namn och identitet

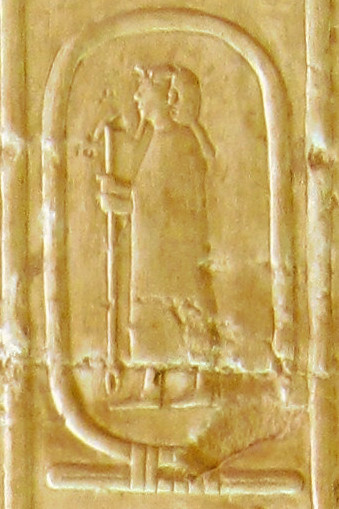
Från Abydoslistan

Semerkhets födelsenamn blev med tiden förväxlat med kung Dens. Grunden till detta är en hieroglyf med en man iklädd en lång rock som håller en stav i händerna. Denna bild, iri-netjer blev i senare tid förväxlad med liknande hieroglyfer som smsw eller smsm och infört i Turinpapyrusen som Semsem.
Semerkhets titulatur kan påvisa att han hade en karriär innan kröningen möjligtvis som präst. Han ändrade också det av sin företrädare Adjib införda nebuinamnet till nebtinamnet. Skälen till detta är oklara.
Han är den första kungen som bevisligen är känd med ett nebtinamn. Semerkhet tillbad krongudinnorna Nekhbet och Wadjet som båda var kungens skyddsgudinnor. Vid denna tid bifogades regentnamnet till nebtinamnet men endast som ett etiptet. Nebtinamnet var således ännu inte en separat del av faraos fem namn. Det dröjde till Gamla riket innan de delades upp.

## Familj
Om Semerkhets familj är inget konkret känt. Kairostenen nämner en kvinna med namnet Batirest som mor till Semerkhet, som troligen var hustru till Adjib.
Semerkhets efterträdare Ka var kans ns som, men det är också möjligt att Ka var bror till Semerkhet och istället Adjibs son.

## Regeringstid
Enligt Manetho regerade Semerkhet i 18 år och enligt Turinpapyrusen (där han kallas Semsem) regerade han i 72 år. Dessa siffror anses dock mindre pålitliga än Palermostenen från femte dynastin.
Semerkhets grav i Abydos innehöll några stenfartyg som ursprungligen bar Adjibs namn men som blivit överskrivna med Semerkhet namn. Detta gav upphov till teorier att Semerkhet tillskansat sig styret med våld. Avsaknaden av gravar för höga tjänstemän och präster i Sakkara stöder detta. Namnen på alla andra härskare sedan kung Aha finns dock omnämnda i deras tjänstemäns gravar.
Ingraverade på stenfartyg i Djosers stegpyramid och i Kas grav är namnen på kungarna Den, Adjib, Semerkhet och Ka. Åtminstone var Semerkhets regim legitim för hans efterföljare. Dessutom återanvände Semerkhet inte bara Adjibs fartyg utan även Kas och begränsade det till jubileumsfartygen. Fenomenet var inte unikt utan användes under alla de tidiga dynastierna.
Tjänstemannen Henuka som överlevde sin herre var också aktiv under Ka och omnämns i bådas årskrönikor.
Den stora katastrofen som inträffade under Semerkhets styre skulle enligt armeniska Eusebius ha varit en "stor pest". På Palermostenen finns en sammanfattning av de viktigaste händelserna under Semerkhet och någon pest nämns inte:
| År         | Händelser |
| ---------- | --- |
| Kröningsår | Utropande av kungen av Övre och Nedre Egypten. Enandet av de två länderna.                                   |
| 1          | Horuseskort. Förstörelse av Nedre och Övre Egypten.                                                          |
| 2          | Utropande av kungen av Övre Egypten. Tillverkning av statyer av Seshat och Sed.                              |
| 3          | Horuseskort... (resten förstörd).                                                                            |
| 4          | Utropande av kungen av Övre Egypten. Tillverkning av... (resten förstörd; troligen tillverkning av en staty) |
| 5          | Horuseskort... (resten förstörd)                                                                             |
| 6          | Utropande av kungen av Övre Egypten... (resten förstörd)                                                     |
| 7          | Horuseskort... (resten förstörd).                                                                            |
| 8          | Utropande av kungen av Övre Egypten. Tillverkning av (resten förstörd; troligen tillverkning av en staty)    |

Semerkhet finns inte med i Sakkaratabletten från 19:e dynastin) men alla kungar utom Adjib och Ka från första dynastin är utelämnade. Troligen var det eftersom deras suveränitet över Nedre Egypten erkändes plus att de härskade över Memfis. Sakkaratabletten motsvarar rena Memfis-traditioner. Abydoslistan och Karnaklistan återspeglar däremot Thebes traditioner så därför är alla kungar omnämnda.

## Grav

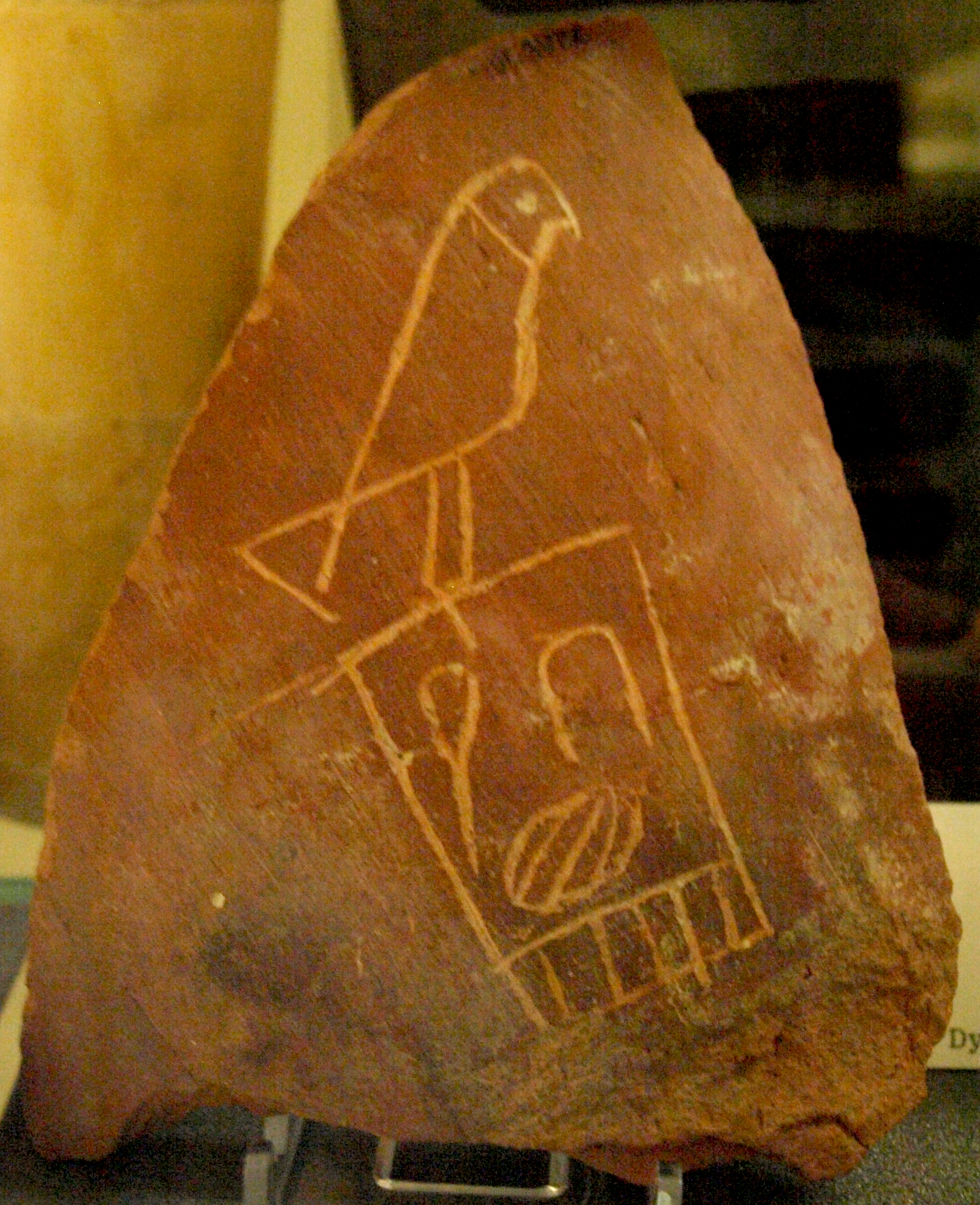
Semerkhets horusnamn på ett fartygsfragment från hans grav nära Abydos; Petrie Museum, London

Han begravdes i grav U på nekropolen Peqer nära Abydos. Han var en av de sista faraonerna vars tjänare och släktingar offrades och begravdes tillsammans med honom.